# Grimacco

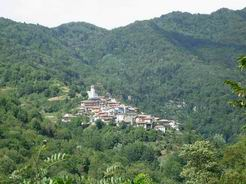
Der Ortsteil Topolò von Grimacco

Grimacco (furlanisch Grimàc, slowenisch Garmak) ist eine Gemeinde (comune) in der Region Friaul-Julisch Venetien im Nordosten Italiens und hat 297 Einwohner (Stand 31. Dezember 2023). Die Gemeinde liegt etwa 27,5 Kilometer ostnordöstlich von Udine an der Grenze zu Slowenien. Der Verwaltungssitz der Gemeinde befindet sich im Ortsteil Clodig.
Die Gemeinde Grimacco umfasst die folgenden Orte: Arbida (Arbida), Brida inferiore (Dolenje Bardo), Brida superiore (Gorenje Bardo), Canalaz (Kanalac), Clodig (Hlodič), Costne (Hostne), Dolina (Dolina), Grimacco Inferiore (Mali Garmak), Grimacco Superiore (Veliki Garmak), Liessa (Liesa), Lombai (Lombaj), Plataz (Platac), Podlach (Podlak), Rucchin (Zaločilo), Seuza (Seuce), Slapovicco (Slapovik), Sverinaz (Zverinac), Topolò (Topolove), Ville di Mezzo.
 Das Rathaus liegt im Ortsteil Clodig.

## Bevölkerung und Sprache
Über 70–90 % der Bevölkerung sind slowenische Muttersprachler. Eine genauere Bestimmung ist nicht möglich, da die letzte Volkszählung mit Erfassung der Sprachzugehörigkeit im Jahre 1971 durchgeführt wurde.

## Kultur
Seit 1994 findet in Topolò das internationale Kulturfestival Stazione Topolò – Postaja Topolove statt. Im Juni/Juli treffen sich Künstler aus vielen Ländern, um in Topolo Kunstwerke auszustellen, Theaterstücke aufzuführen und Musik zu machen.